# هادا لابو

هادا لابو (انگلیسی: Hada Labo) شرکت لوازم بهداشتی ژاپنی است، که در سال ۲۰۰۴ تأسیس شد.